# 1932年11月ドイツ国会選挙
1932年11月6日のドイツ国会選挙（独：Reichstagswahl vom 6. November 1932）は、1932年11月6日に行われたドイツの国会（Reichstag、ライヒスターク）の選挙である。

## 背景
1932年7月31日の総選挙では国民社会主義ドイツ労働者党（NSDAP,ナチ党）が大勝して第一党に躍進したが、同年8月13日に行われたパウル・フォン・ヒンデンブルク大統領とアドルフ・ヒトラーの交渉は、提示された副首相のポストにヒトラーが満足しなかったために決裂した。この決裂はナチ党内に大きな失望を広げた。突撃隊(SA)を中心に武装蜂起を求める声も高まった。
9月12日には国会が開会されたが、ドイツ共産党(KPD)のエルンスト・トルグラーが、ヒンデンブルク大統領の「大統領内閣」の首班であるフランツ・フォン・パーペン首相の不信任案の緊急動議を提出したために議事が進まなかった。このため中央党は国民社会主義ドイツ労働者党（以下ナチ党）へ不信任案の否決に協力するよう求めたが、ナチ党はこれを拒否、アドルフ・ヒトラーは本来、反共主義者だったが、パーペン内閣を追い落とすために共産党に同調するよう指示した。

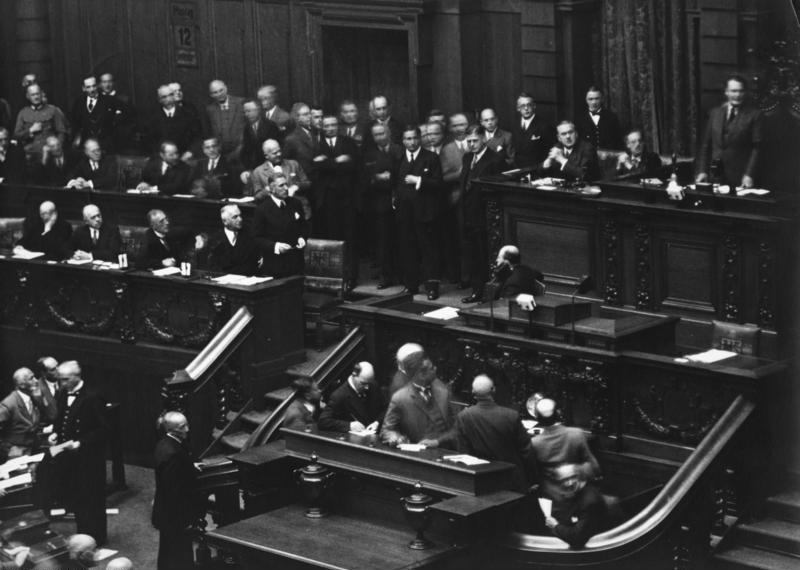
首相パーペン（左側で立っている人物）の抗議を余所見して聞き流す議長ゲーリング（右側で立っている人物）、1932年9月12日

このため、パーペンは不信任案の審議に入るならばヒンデンブルク大統領の許可を得ていた大統領命令による国会解散命令を使用して不信任案を拒否、国会解散へ持ち込むつもりであった。しかし、パーペンが発言を求めると議長ヘルマン・ゲーリングはこれに気づかぬふりをして不信任案の審議を進めた。そこでパーペンは怒りで顔を青白くして命令書を掲げて叫んだが結局、不信任案は賛成512票、反対42票という圧倒的多数で可決された。
パーペンは可決された後に議長席へ解散命令の書類を置いたが、ゲーリングは当初これを無視した上に不信任案が可決された内閣の構成員の署名入り書類は無効であるから受理できないとして嘲笑した。結局、大統領主導による内閣が国民の支持を失っていることが明らかになった。
9月14日、パーペンはヒンデンブルクより許可を得ていた国会抜きの政権運営について閣僚らに説明を行なうためにノイデックで閣議を開いた。しかし、司法相フランツ・ギュルトナー、外相コンスタンティン・フォン・ノイラート、蔵相ルートヴィヒ・シュヴェリン・フォン・クロージク、労働相ヒューゴ・シェッファーらがこれを拒否、農相のマグナス・フォン・ブラウン、経済相ヘルマン・ヴァルムボルトは曖昧な態度を取った。さらにナチ党と中央党がヒンデンブルクを憲法違反の疑いで告訴する計画を立てていたため、パーペンは国会抜きの政権運営を断念、選挙は11月6日と決定された。
ヒトラーはこの解散に我れを忘れるほど有頂天であったが、ナチ党が共産党と組んだ事が選挙に良くない影響を与えるとグレゴール・シュトラッサーやフリックらは考えていた。

## 選挙戦
度重なる選挙であったため、全国に疲労感が漂う選挙戦となり、投票率も前回より低くなった。
特に8月13日の交渉失敗の幻滅感を引きずるナチ党の疲労感は大きく、その状況についてナチ党宣伝全国指導者ヨーゼフ・ゲッベルスは日記に「何度も行なわれる選挙のために皆、神経質になり疲労し切っていた。」、「その前の選挙で票を入れた人たちは党が権力に付けばすぐにもお返しがあると思い込んでいた。ところが党はそれまでより権力から遠のいたように見えたので離れていった」と記している。
団結力や求心力を落としたナチ党内では離党する党員が急増しており、党への寄付や党員費も大きく減少し、パンフレットやプラカードの費用を賄うことすら困難になった。残った党員も積極的な選挙参加の意志が見られず、集会場を埋める事ができないことが増えた。特に突撃隊は武装蜂起を求める立場から選挙運動を拒否する部隊が多かった。
選挙戦中の11月3日からベルリンの交通労働者がナチ党と共産党の共闘に支えられてストライキを開始するという異例の事態が発生した。事の起こりはベルリン交通会社が不況のため労働者の賃金低下を労働組合に要求したことだった。組合側はこれを拒否し、ストライキを行うかどうか組合員の投票にかけたが、組合規則で必要とされた四分の三の多数は得られなかった。組合指導部はストライキを断念し、調停委員会に付託しようとしたが、組合の中の共産党派はそれに反発して独断で違法ストライキを決行。共産党はナチ党にもストへの参加を呼びかけ、ナチ党が参加を決断をしたという経緯だった。
この決断は労働者票を獲得しようというナチ党ベルリン大管区指導者ゲッベルスの独断だった。ヒトラーは共産党との共闘に困惑していたが、正式なストライキ否定はしなかった。しかし共産党との共闘はブルジョワ層にナチ党への強い不信感を引き起こし、反社会主義・反共キャンペーンを熱心に行う国家人民党へブルジョワ層の支持が流れていく効果をもたらした。そのため、投票前日までナチ党は死に物狂いの募金活動を行なわなければならなかった。さらにパーペンはこの違法ストライキについて「国民全体に対する犯罪」行為であるとして激しく非難、今後、国家の治安を乱すものには断固たる態度で対処することをラジオで演説した。この混乱は選挙前日の11月5日まで収まる事はなかった。

## 選挙結果

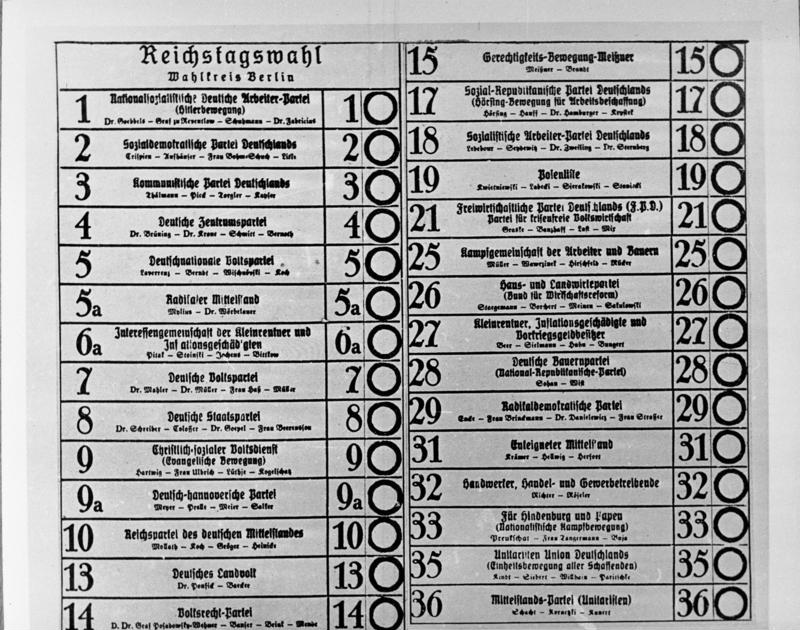
1932年11月6日のドイツ国会選挙の投票用紙

1932年11月6日の選挙の結果、国民社会主義ドイツ労働者党(NSDAP,ナチ党)は第一党を維持したものの、前回選挙に比べて得票200万票減らし、得票率も33.1%に後退した（前回選挙は37.3%）。議席は34議席減って196議席となった。これまで躍進につぐ躍進を遂げてきたこの党にとっては大きな蹉跌となった。ナチ党が特に得票を減らした地域は東部ドイツの農業地域、および工業地域の得票だったが、この喪失分は主にドイツ国家人民党(DNVP)、部分的にはドイツ人民党(DVP)へ流れたとみられている
第二の敗者はドイツ社会民主党(SPD)だった。得票率を21.6%から20.4%に落とし、議席数は12議席失って121議席に後退した。特に工業地域で得票を失っており、この喪失分はほとんどが共産党へ流れたと見られている。
この選挙の最大の勝者となったのはドイツ共産党(KPD)だった。得票率を2.5%も増加させ、首都ベルリンでは投票総数の31%を獲得して第一党となった。今や共産党は社民党に迫る100議席を保有する大政党となった。これまで代表をほとんど送っていなかった農業地域でも支持を獲得するようになった。
ナチ党と共産党を合わせて半数を超える296議席に達するため、この2つを共に敵に回す政権運営は困難だった。現実的な大連合の組み合わせとして唯一考えられるのはナチ党、国家人民党、中央党、バイエルン人民党の連立であったが、アルフレート・フーゲンベルクもパーペンもそれを拒否していたため、この議会状況では議会に立脚した政権運営の実現は困難だった。
ナチ党は議席を減らしたとはいえ第1党を確保したことには変わりはなく、国民の極右（ナチ党）と極左（共産党）への二極分化をますます進めたに過ぎず、それまで存在した中産階級諸政党が消滅した事により、増え続ける失業者や共産党員を目の当たりにした資本家たちがナチ党支持へ動かざるを得ない状況となっていった。

## 諸党の見解
この結果を受けた社会民主党党首ヴェルスは11月10日の党委員会において「今年行なわれた選挙を通じて我々は『ヒトラーを倒せ!』を合言葉に戦った。そして5回目においてヒトラーを打ち倒す事に成功したのだ」と語った。しかし、社会民主党左派であるケムニッツ地区委員長カール・ベッヒェルは「わが党が12席失うだけで共産党はわが党を上回る議席を得る事になった。これは共産党が宣伝活動するのに有利な状況だ。もしそうなったらわが党に忠節を守ってきた同志らは国民の意思が共産党に向いているとしてわが党から去ることになるだろう」と語り、警告していた。
さらに共産党も同じ結論に達しており、共産党中央委員会は「革命的飛躍」が成し遂げられ、選挙において勝利したと結論付けていた。この点についてはソビエト連邦共産党中央機関紙「プラウダ」でも同様の見解が示された。
しかし、「フォス新聞」の論説委員ユリウス・エルバウは異なる見解を示しており、共産党の躍進はヒトラーへの贈り物であり、共産主義の躍進におびえる人々がナチ党を支持することになるだろうと評した。
11月8日、パーペンは外国通信社協会において選挙結果について「選挙の結果、政府活動に対する理解が深まり、真の国民的結集が実現する事を期待する。そしてそれが実現した時には私がこれまで強調してきているように人事問題は全て解決するだろう」と述べたが、内相ガイルはこれを弱腰であるとしてパーペンを強く非難、「独裁的政治を行なうに当たり、諸政党が許容するかどうか」協議することをパーペンに求めた。
しかし、閣僚は一人たりともガイルを支持しなかった。さらにキング・メーカーであった国防相クルト・フォン・シュライヒャー将軍は憲法修正作業を延期して各党と協議することを提案、これが認められた。

## 選挙後
11月13日、パーペンはヒトラーとの面会を行い選挙後の「情勢について語り」あった。しかし、ヒトラーはここで多くの条件を掲げたため、合意することはなかった。さらにシュライヒャーもパーペンを無用と判断、辞職を迫った。
結局、11月17日にナチ党・社民党・共産党のいずれからも支持を得られないフランツ・フォン・パーペン首相は辞職した。しかし後任の首相がすぐに決まらず、12月3日までパーペンが首相代行を続けた。ヒンデンブルクは国会の第1党を占めるナチ党のヒトラーにパーペンとの和解（＝パーペン内閣の副首相就任）を求めたが、ヒトラーは首相職以外受ける気はないと拒否した。結局この後、ヒンデンブルクはシュライヒャーを首相に任命して「大統領内閣」を続けたが、ナチ党も社民党も共産党もシュライヒャーを支持せず、すぐに進退きわまった。シュライヒャーは、国会を解散して選挙日を定めずにそのまま国会を事実上停止して軍部独裁政治へ移行することを、1933年1月23日に企図したが、ヒンデンブルクの反対で失敗した。そしてヒンデンブルクは1933年1月30日にアドルフ・ヒトラーを首相に任命することとなるのである。首相に就任したヒトラーは、ナチ党が過半数の議席を獲得していなかったため、わずか2日後の2月1日にヒンデンブルク大統領に要請して国会を解散させた（→1933年3月ドイツ国会選挙）。

## 各党の得票と獲得議席
- 選挙制度は比例代表制。選挙権は20歳以上の男女。
- 投票率は80.58%（前回選挙より3.52%減少）

各選挙区の最多得票政党とその得票率

|                                         |                                     |                                     |                                     |                                     |                                     |
| 党名                                    | 得票                                | 得票率 (前回比)                     | 得票率 (前回比)                     | 議席 (前回比)                       | 議席 (前回比)                       |
| 国民社会主義ドイツ労働者党 (NSDAP)      | 11,737,021票                        | 33.09%                              | -4.18%                              | 196議席                             | -34                                 |
| ドイツ社会民主党 (SPD)                  | 7,247,901票                         | 20.43%                              | -1.15%                              | 121議席                             | -12                                 |
| ドイツ共産党 (KPD)                      | 5,980,239票                         | 16.86%                              | +2.54%                              | 100議席                             | +11                                 |
| 中央党 (Zentrum)                        | 4,230,545票                         | 11.93%                              | -0.51%                              | 70議席                              | -5                                  |
| ドイツ国家人民党 (DNVP)                 | 2,959,053票                         | 8.34%                               | +2.43%                              | 51議席                              | +15                                 |
| バイエルン人民党 (BVP)                  | 1,094,597票                         | 3.09%                               | -0.14%                              | 20議席                              | -2                                  |
| ドイツ人民党 (DVP)                      | 660,889票                           | 1.86%                               | +0.68%                              | 11議席                              | +4                                  |
| キリスト教社会国民奉仕 (CSVD)           | 403,666票                           | 1.14%                               | +0.15%                              | 5議席                               | +2                                  |
| ドイツ国家党 (DStP)                     | 336,447票                           | 0.95%                               | -0.06%                              | 2議席                               | -2                                  |
| ドイツ農民党 (DBP)                      | 149,026票                           | 0.42%                               | +0.05%                              | 3議席                               | +1                                  |
| 全国農村同盟                            | 105,220票                           | 0.30%                               | +0.04%                              | 2議席                               | +/-0                                |
| ドイツ中産階級帝国党 ("WP")             | 110,309票                           | 0.31%                               | -0.09%                              | 1議席                               | -1                                  |
| ドイツ＝ハノーファー党 (DHP)            | 63,966票                            | 0.18%                               | +0.05%                              | 1議席                               | +1                                  |
| 急進的中産階級                          | 60,246票                            | 0.17%                               | +0.15%                              | 0議席                               | +/-0                                |
| テューリンゲン農村同盟                  | 60,062票                            | 0.17%                               | New                                 | 1議席                               | New                                 |
| キリスト教国家農民及び農村住民党 (CNBL) | 46,382票                            | 0.13%                               | +/-0%                               | 0議席                               | -1                                  |
| 人民正義党 (VRP)                        | 46,202票                            | 0.13%                               | +0.02%                              | 0議席                               | -1                                  |
| ドイツ社会主義労働者党 (SAPD)           | 45,201票                            | 0.13%                               | -0.07%                              | 0議席                               | +/-0                                |
| その他諸派                              | 133,816票                           | 0.38%                               |                                     | 0議席                               |                                     |
| 有効投票総数                            | 35,470,788票                        | 100%                                |                                     | 584議席                             | -24                                 |
| 無効票                                  | 287,471票                           |                                     |                                     |                                     |                                     |
| 投票有権者/全有権者数（投票率）         | 35,758,259人/44,374,085人（80.58%） | 35,758,259人/44,374,085人（80.58%） | 35,758,259人/44,374,085人（80.58%） | 35,758,259人/44,374,085人（80.58%） | 35,758,259人/44,374,085人（80.58%） |
| 出典：Gonschior.de                      |                                     |                                     |                                     |                                     |                                     |